# Xzibit
Alvin Nathaniel Joiner (ur. 18 września 1974 w Detroit), znany jako Xzibit (czyt. „exhibit”) – amerykański raper, aktor, autor tekstów, prezenter telewizyjny i osobowość radiowa. Były członek trio Strong Arm Steady (do 2006). W grudniu 2009 wraz z B-Realem i Young De założył grupę Serial Killers.

## Życiorys

### Wczesne lata
Urodził się w Detroit w Michigan. Jego ojciec, kaznodzieja Nathaniel Davis Joiner Jr. (zm. 2017), wcześnie opuścił rodzinę, pozostawiając matkę odpowiedzialną za wychowanie Xzibita, jego starszego brata i siostrę, a także młodszego brata i siostrę. Po śmierci matki w 1984, 9–letni wówczas Xzibit wprowadził się do swojego ojca, który ożenił się ponownie i przeniósł się do Albuquerque.
Xzibit dorastał w Albuquerque, gdzie uczęszczał do publicznego liceum Cibola High School (1989) i pisał teksty dla rozrywki, co nie spotkało się z aprobatą ojca i macochy. Kilka lat później został wyrzucony ze szkoły średniej. W utworze „Carry the Weight” Xzibit opowiada historię swojego dzieciństwa. Kłótnia z ojcem zmusiła Xzibita do przeniesienia się do Los Angeles, gdzie zamieszkał z siostrą. Ze względu na silną obecność hip-hopu, Xzibit zdecydował się na karierę muzyczną. Pogodził się z ojcem w 1998.

### Kariera
W wieku 17 lat wyjechał do Los Angeles z nadzieją na rozpoczęcie kariery muzycznej. Kilkukrotnie gościnnie brał udział w nagraniach innych artystów. Jego pierwszym utworem był „Free Style Ghetto” na albumie King T IV Life (1994). Zaraz potem rozpoczął współpracę z Tha Alkaholiks i pojawił się podczas nagrań do utworu „Hit and Run” z płyty Coast II Coast (1995). Po tournée z Tha Alkaholiks, podpisał kontrakt z Loud Records i 15 października 1996 wypuścił debiutancki album At the Speed of Life, który spotkał się ze znakomitymi recenzjami. Po umiarkowanie udanym drugim albumie, 40 Dayz & 40 Nightz (1998), rapował wraz z Nate Doggiem w przeboju Snoop Dogga „Bitch Please” (1999), co przyczyniły się do znacznego wzrostu popularności Xzibita. Wkrótce Eric Meza zaangażował Xzibita do komedii muzycznej The Breaks (1999), gdzie po raz pierwszy wystąpił w roli aktorskiej jako Jamal u boku Lamonta Bentleya i Loretty Devine.
Dr. Dre wyprodukował jego trzeci album, Restless (2000), a jego czwarty, Man Vs. Machine (2002), pokrył się złotem. Od 4 marca 2004 do 30 grudnia 2007 był gospodarzem programu MTV Odpicuj mi brykę (Pimp My Ride), a za występ zdobył trzy nominacje do Teen Choice Awards. 14 grudnia 2004 ukazał się piąty album, Weapons of Mass Destruction. Wziął udział w dwóch filmach pornograficznych z muzyką hip-hopową – w produkcji Hustler Snoop Dogg’s Doggystyle (2001) jako tancerz, i Metro Home Video Sex & the Studio 2 (2004).
W marcu 2011 roku raper nawiązał współpracę z przedsiębiorstwem Extreme Music. Z ich pomocą wydał kompilację Urban Ammo 2. Materiał składający się z 40 utworów został stworzony na potrzeby produkcji filmów i seriali telewizyjnych. Płyta promowana była dwoma teledyskami powstałymi do utworów: „Man On The Moon” i „It Is What It Is” z gościnnym udziałem Young De.
Najnowszy album artysty miał mieć tytuł MMXI, którego premiera miała odbyć się pod koniec 2011 roku. W celach promocyjnych, w grudniu 2009 r. Xzibit wydał singel „Hurt Locker”, a na początku 2010 „Phenom” z gościnnym udziałem Kurupta & 40 Glocca. W międzyczasie wydał utwór „Highest Form of Understanding (H.F.O.U.)” z udziałem rapera Trick-Tricka. Jednak te piosenki nie znajdowały się na nowym albumie. 29 maja 2011 Xzibit na swoim oficjalnym koncie na Twitterze poinformował, że postanowił zmienić nazwę swojego nowego albumu na Restless 2. 20 października 2011 roku ogłoszono, że siódmy studyjny album będzie miał tytuł Napalm. Wśród producentów muzycznych pojawią się między innymi Akon, Dr. Dre, Illmind, 1500 or Nuthin’ czy Rick Rock. Prace nad płytą trwały sześć lat. 4 września 2012 roku został wydany oficjalny singel pt. „Up Out the Way” z gościnnym udziałem E-40. Premiera odbyła się 9 października 2012.

## Życie prywatne
Z nieformalnego związku ma syna Tremaine (ur. 8 czerwca 1995). W listopadzie 2014 poślubił Kristę, z którą miał dwóch synów: syna Xaviera Kingstona (ur. 15 maja 2008 i zm. jedenaście dni później) i Gatlyna (ur. 2011). W lutym 2021 Krista Joiner złożyła pozew o rozwód.

## Dyskografia
Albumy studyjne
- At the Speed of Life (1996)
- 40 Dayz & 40 Nightz (1998)
- Restless (2000)
- Man Vs. Machine (2002)
- Weapons of Mass Destruction (2004)
- Full Circle (2006)
- Napalm (2012)
- Kingmaker (2025)

Albumy nagrane z Serial Killers
- Serial Killers Vol. 1 (2013)
- The Murder Show (2015)
- Day of the Dead (2018)
- Summer of Sam (2020)

## Filmografia
Filmy
| Rok  | Tytuł                                                              | Rola                    | Reżyser              |
| ---- | ------------------------------------------------------------------ | ----------------------- | -------------------- |
| 1999 | The Breaks                                                         | Jamal                   | Eric Meza            |
| 2000 | Tha Eastsidaz                                                      | Blue                    | Michael Martin       |
| 2001 | The Wash: Hiphopowa myjnia                                         | Wayne                   | DJ Pooh              |
| 2002 | 8. Mila                                                            | Mike                    | Curtis Hanson        |
| 2002 | Country Miśki                                                      | w roli samego siebie    | Peter Hastings       |
| 2004 | Full Clip                                                          | Duncan                  | Christopher Morrison |
| 2005 | xXx 2: Następny poziom                                             | Zeke                    | Lee Tamahori         |
| 2005 | Czerwony Kapturek – prawdziwa historia                             | szef Ted Grizzly (głos) | Cory Edwards         |
| 2005 | Wykolejony                                                         | Dexter                  | Mikael Håfström      |
| 2006 | Gang z boiska                                                      | Malcolm Moore           | Phil Joanou          |
| 2008 | American Violet                                                    | Darrell Hughes          | Tim Disney           |
| 2008 | Z Archiwum X: Chcę wierzyć                                         | agent Mosley Drummy     | Chris Carter         |
| 2009 | Zły porucznik                                                      | Big Fade                | Werner Herzog        |
| 2010 | Malice n Wonderland                                                | Jabberwocky             | Erick Peyton         |
| 2011 | Weekends at Bellevue (TV)                                          | Chuck                   | Jack Bender          |
| 2012 | Nalot na Bin Ladena                                                | Mule                    | John Stockwell       |
| 2012 | Sztuka rapu (Something from Nothing: The Art of Rap, dokumentalny) | w roli samego siebie    | Ice-T, Andy Baybutt  |
| 2017 | Sun Dogs                                                           | mistrz sierż. Jenkins   | Jennifer Morrison    |

Seriale TV
| Rok       | Tytuł                         | Rola                            | Uwagi                                                 |
| --------- | ----------------------------- | ------------------------------- | ----------------------------------------------------- |
| 2001      | W domu u...                   | w roli samego siebie            | odc.: „Xzibit, Boy George, Penny Hardaway, Al Harris” |
| 2004      | CSI: Kryminalne zagadki Miami | raper Dwayne „10-Large” Jackman | odc.: „The Rap Sheet”                                 |
| 2004–2007 | Odpicuj mi brykę              | w roli samego siebie            | także producent                                       |
| 2010      | Detroit 1-8-7                 | Russel Pits                     | odc.: „Royal Bubbles / Needle Drop”                   |
| 2010–2012 | Dom nie do poznania           | w roli samego siebie            |                                                       |
| 2013–2016 | Hawaii Five-0                 | Jason „JC” Dekker               | 3 odcinki                                             |
| 2016–2018 | Imperium                      | Leslie „Shyne” Johnson          |                                                       |

Gry komputerowe
| Rok  | Tytuł                                    | Rola                 |
| ---- | ---------------------------------------- | -------------------- |
| 2004 | Kroniki Riddicka: Ucieczka z Butcher Bay | Abbott               |
| 2004 | Def Jam: Fight for NY                    | w roli samego siebie |
| 2009 | Kroniki Riddicka: Assault on Dark Athena | Abbott               |